# ヘルムート・ノーポス
ヘルムート・ノーポス（Helmut Norpoth、1943 - ）は、アメリカ合衆国の政治学者。ニューヨーク州立大学ストーニーブルック校の政治学の教授である。ノーポスは1966年にドイツのベルリン自由大学で学士号を取得。その後、ミシガン大学で1967に政治学修士号、1974年に政治学博士号をそれぞれ取得。1979年にニューヨーク州立大学ストーニーブルック校のアシスタント・プロフェッサー（助教授）となる以前は、ドイツのケルン大学とテキサス大学で教鞭を執った。1980年からはニューヨーク州立大学ストーニーブルック校でテニュア（終身雇用資格）のアソシエイト・プロフェッサー（准教授）となり、1985年にはテニュアの教授となる。

## 研究
ノーポスの研究対象は世論や投票行動を含む政治学の複数の領域にわたる。アメリカ合衆国、イギリス、ドイツの選挙結果予測を行っており、1912年以降のアメリカ合衆国の大統領選挙結果のデータを基に選挙結果を予測するプライマリー・モデルと呼ぶ統計モデルを開発した。
プライマリー・モデルは、長期間権力を握っていた党が力を失っているように見えるかどうか、候補者が予備選で相手より優れていたかどうかの２つの要素を重視する。
ノーポスはこの統計モデルで、ドナルド・トランプが当選した2016年アメリカ合衆国大統領選挙を含む1996年から2016年までに行われた6回のアメリカ合衆国大統領選挙の勝者予測を的中させた。
2015年2月、ノーポスは2016年アメリカ合衆国大統領選挙について、共和党が65％の確率で勝利する可能性があると予測。
2016年に入って、ドナルド・トランプの当選を予測するものとしてメディアの注目を集めた。